# Elecciones parlamentarias de Checoslovaquia de 1948
Las elecciones parlamentarias de Checoslovaquia se celebraron el 30 de mayo de 1948. Fueron las primeras elecciones celebradas después del golpe de Estado de 1948, en el que el Partido Comunista de Checoslovaquia (KSČ) obtuvo el poder absoluto e instauró un régimen socialista.
Los comunistas se habían vuelto muy impopulares y todos los indicios sugerían una derrota electoral en los comicios previstos para mayo. El desenlace comenzó el 13 de febrero, cuando una mayoría del gabinete exigió que el ministro del Interior comunista, Václav Nosek, dejara de reclutar a comunistas en la policía. Nosek se negó, siendo apoyado por el Primer Ministro y líder comunista Klement Gottwald. El 12 de febrero, 12 ministros no comunistas (del total de 27 ministros que conformaban el gobierno) dimitieron, creyendo que el Presidente de Checoslovaquia Edvard Beneš se aliaría con ellos y forzaría a Gottwald a recular, dimitiendo o convocando unas nuevas elecciones en las que los comunistas no tendrían tiempo de prepararse. Beneš apoyó a Gottwald en un principio y rehusó aceptar su dimisión. Para entonces Gottwald había renunciado toda pretensión de apoyar la instauración de una democracia liberal. No solo renunció a dimitir, sino que también exigió la formación de un gobierno dominado por los comunistas bajo la amenaza de una huelga general. Sus compañeros comunistas ocuparon las oficinas de los ministros no comunistas.
Temiendo una intervención del Ejército Rojo, Beneš cedió el 25 de febrero y nombró un nuevo gobierno de acuerdo con las demandas de Gottwald. Los comunistas y el sector pro-Moscú socialdemócrata pasaron a ocupar los cargos clave. Los miembros de otros partidos siguieron en el cargo, manteniéndose la coalición. Sin embargo, todos excepto el ministro de exteriores Jan Masaryk eran simpatizantes nominados por los comunistas. El 9 de mayo se aprobó una nueva constitución por la ahora subordinada Asamblea Nacional Constituyente. A pesar de declararse Checoslovaquia como un "Estado popular democrático" y calificar el golpe como una defensa del "Orden Democrático Popular", no era un texto completamente comunista. Sin embargo, la imprenta comunista era suficientemente fuerte para que Beneš se negara a firmarla. 
El gobierno reconfigurado convocó unas nuevas elecciones en las que los candidatos se presentaron en una única lista formada por el Frente Nacional, una coalición formada tras la guerra que había sido convertida en una organización patriótica dominada por los comunistas. Los electores únicamente podían rechazar la lista mediante un voto en blanco. El Frente recibió oficialmente el 89,2% del voto, con los comunistas y su rama eslovaca ganando 214 de los 300 escaños (160 para el partido principal y 54 para la rama eslovaca), suficientes para obtener la mayoría. Esta mayoría incluso aumentó cuando los socialdemócratas se fusionaron con los comunistas en el mismo año. 
A los miembros no socialistas del Frente se les permitió mantener su existencia con la intención de guardar la apariencia de pluralismo. Sin embargo, desde que ningún partido podía tomar parte del proceso político sin la aprobación del KSČ, el control comunista era ahora total. La representación fue distribuida de acuerdo a porcentajes preestablecidos. Para las siguientes cuatro décadas, los electores solo podrían tener la opción de aprobar o rechazar una lista única del Frente Nacional. 
Beneš dimitió tres días después de las elecciones, y Gottwald adquirió las funciones presidenciales hasta su elección formal como presidente 12 días después. 
El 89,2% recibido por el Frente fue el menor porcentaje de voto que obtendrían durante los 41 años de régimen comunista en Checoslovaquia. En las elecciones sucesivas, el Frente llegó a ganar con el 97%, o más, del voto.

## Resultados
| Partido                                                     | Votos     | %     | Escaños |
| ----------------------------------------------------------- | --------- | ----- | ------- |
| Partido Comunista de Checoslovaquia (KSČ)                   | 6.424.734 | 89,25 | 160     |
| Partido Comunista de Eslovaquia (KSS)                       | 6.424.734 | 89,25 | 54      |
| Partido Socialdemócrata Checoslovaco (ČSSD)                 | 6.424.734 | 89,25 | 23      |
| Partido Popular Checoslovaco (ČSS)                          | 6.424.734 | 89,25 | 23      |
| Partido Socialista Checoslovaco (ČSL)                       | 6.424.734 | 89,25 | 23      |
| Partido del Renacimiento Eslovaco (SSO)                     | 6.424.734 | 89,25 | 12      |
| Partido de la Libertad (SS)                                 | 6.424.734 | 89,25 | 5       |
| Votos en blanco/anualdos                                    | 774.032   | 10,75 | –       |
| Total                                                       | 7.198.766 | 100   | 300     |
| Votantes registrados/participación                          | 7.998.035 | 92,76 | –       |
| Fuente: Archivado el 4 de marzo de 2016 en Wayback Machine. |           |       |         |